# Dīmītrīs Manos
Dīmītrīs Manos (in greco Δημήτρης Μάνος?; Trikala, 16 settembre 1994) è un calciatore greco, attaccante dell'Īlioupolī.

## Caratteristiche tecniche
È un centravanti.

## Carriera

### Club
Cresciuto nelle giovanili del GAS Veria, ha esordito il 12 dicembre 2012 in occasione del match di Kypello Ellados vinto 2-0 contro il Thrasyvoulos.

### Nazionale
Con la nazionale Under-21 greca ha preso parte a un incontro di qualificazione al campionato europeo di calcio Under-21 2017.

## Statistiche

### Presenze e reti nei club
Statistiche aggiornate al 18 agosto 2018.
| Stagione         | Squadra          | Campionato       | Campionato | Campionato | Coppe nazionali | Coppe nazionali | Coppe nazionali | Coppe continentali | Coppe continentali | Coppe continentali | Altre coppe | Altre coppe | Altre coppe | Totale | Totale | Totale |
| Stagione         | Squadra          | Comp             | Pres       | Reti       | Comp            | Pres            | Reti            | Comp               | Pres               | Reti               | Comp        | Pres        | Reti        | Pres   | Reti   |        |
| ---------------- | ---------------- | ---------------- | ---------- | ---------- | --------------- | --------------- | --------------- | ------------------ | ------------------ | ------------------ | ----------- | ----------- | ----------- | ------ | ------ | ------ |
| 2012-2013        | GAS Veria        | SL               | 1          | 0          | CG              | 3               | 0               |                    | -                  | -                  |             | -           | -           | 4      | 0      |        |
| 2013-2014        | GAS Veria        | SL               | 16         | 0          | CG              | 2               | 1               |                    | -                  | -                  |             | -           | -           | 18     | 1      |        |
| 2014-2015        | GAS Veria        | SL               | 0          | 0          | CG              | 0               | 0               |                    | -                  | -                  |             | -           | -           | 0      | 0      |        |
| 2015-2016        | GAS Veria        | SL               | 4          | 0          | CG              | 0               | 0               |                    | -                  | -                  |             | -           | -           | 4      | 0      |        |
| Totale Veria     | Totale Veria     | Totale Veria     | 21         | 0          |                 | 5               | 1               |                    | -                  | -                  |             | -           | -           | 26     | 1      |        |
| 2015-2016        | Ergotelīs        | BE               | 14         | 5          | CG              | 4               | 1               |                    | -                  | -                  |             | -           | -           | 18     | 6      |        |
| 2016-2017        | OFI Creta        | BE               | 27         | 10         | CG              | 3               | 0               |                    | -                  | -                  |             | -           | -           | 30     | 10     |        |
| 2017-2018        | OFI Creta        | BE               | 26         | 27         | CG              | 3               | 0               |                    | -                  | -                  |             | -           | -           | 29     | 27     |        |
| Totale OFI Creta | Totale OFI Creta | Totale OFI Creta | 53         | 37         |                 | 6               | 0               |                    | -                  | -                  |             | -           | -           | 59     | 37     |        |
| Totale carriera  | Totale carriera  | Totale carriera  | 88         | 42         |                 | 15              | 2               |                    | -                  | -                  |             | -           | -           | 103    | 44     |        |